# Clan Tokunaga
Le clan Tokunaga (徳永氏, Tokunaga-shi) est un clan japonais de la période pré-moderne qui prétend descendre du clan Fujiwara. Durant la fin de l'époque Azuchi Momoyama jusqu'au début de l'époque d'Edo, une de ses branches est la famille de daimyos qui contrôle le domaine de Takasu. Elle en est dépossédé par le shogun, puis, pardonnée, elle continue comme famille hatamoto de haut rang.

## Source de la traduction
- (en) Cet article est partiellement ou en totalité issu de l’article de Wikipédia en anglais intitulé « Tokunaga clan » (voir la liste des auteurs).